# ازدنیک پودسکالسکی
ازدِنیِک پودسکالسکی (چکی: Zdeněk Podskalský؛ ۱۸ فوریهٔ ۱۹۲۳ – ۲۹ اکتبر ۱۹۹۳) کارگردان فیلم و فیلم‌نامه‌نویس اهل کشور جمهوری چک بود. وی بین سالهای ۱۹۵۰ و ۱۹۸۷ تعداد ۳۲ فیلم را کارگردانی کرد.